# سفیدسنگان (تالش)
سفیدسنگان، روستایی از توابع بخش حویق شهرستان طوالش در استان گیلان ایران است.

## جمعیت
این روستا در دهستان چوبر قرار دارد و براساس سرشماری مرکز آمار ایران در سال ۱۳۸۵، جمعیت آن ۴۶۲ نفر (۹۹خانوار) بوده‌است.زبان مردم روستای سفیدسنگان ترکی آذربایجانی است.